# کیت کارادین
کیت کارادین (انگلیسی: Keith Carradine؛ زادهٔ ۸ اوت ۱۹۴۹)هنرپیشه، ترانه‌سرا و خوانندهٔ اهل ایالات متحده آمریکا است. وی از سال ۱۹۷۱ میلادی تاکنون مشغول فعالیت بوده است. او همچنین در سال ۱۹۷۶ برندهٔ جایزهٔ اسکار بهترین ترانه برای فیلم نشویل شده است.
از فیلم‌ها و سریال‌های تلویزیونی که وی در آن نقش داشته است، می‌توان به دکستر (در نقش فرانک لاندی)، کابوی‌ها و بیگانگان، مک‌بی و خانم میلر، نشویل، طاووس، دستپاچه، تابستان داکوتا، ۲ روز در دره، مرگ و زندگی بابی زد، آخرین ایستادگی در رودخانه صیبر و سریال‌های مسیر مردگان، بچه خوشگل، کریس کراس، همه کلاه، کاملاً مال خودمان و فارگو اشاره کرد.
او خوانندهٔ ترانهٔ مشهورِ «برای من فرقی نمی‌کند» است که در فیلم نشویل بکار رفته بود.